# Sarnîkî, Rohatîn
Sarnîkî (în ucraineană Сарники) este localitatea de reședință a comunei Sarnîkî din raionul Rohatîn, regiunea Ivano-Frankivsk, Ucraina.

## Demografie
Componența lingvistică a localității Sarnîkî
     Ucraineană (99,78%)
     Alte limbi (0,22%)
Conform recensământului din 2001, majoritatea populației localității Sarnîkî era vorbitoare de ucraineană (99,78%), existând în minoritate și vorbitori de alte limbi.